# Wyżnianka-Kolonia (Kraśnik)
Wyżnianka-Kolonia – część miasta Kraśnika, leżąca w rejonie ulicy Chłodnej na pólnocnym zachodzie miasta. Graniczy ze wsią Wyżnianka-Kolonia, do której wcześniej należała.

## Historia
Do końca 1972 roku była to wschodnia część wsi Wyżnianka-Kolonia. 1 stycznia 1973 część Wyżnianki-Kolonii (117 ha) włączono do miasta Kraśnik Fabryczny. Wraz z włączeniem całego Kraśnika Fabrycznego do Kraśnika 1 października 1975, Wyżnianka-Kolonia stała się częścią Kraśnika.
Kolejne dwie działki (120 i 121) Wyżnianki-Kolonii o powierzchni 2,11 ha włączono do Kraśnika 1 stycznia 2011.